# Agrotis mutata
Agrotis mutata là một loài bướm đêm trong họ Noctuidae.